# Pelagonija
Pelagonija (grško Πελαγονία; makedonsko Пелагонија) ali Prilepsko-Bitolsko-Lerinsko polje, ki ga Makedonci imenujejo kar Pol(j)e, je največja kotlina v zemljepisni regiji, ki si jo danes delita Severna Makedonija – severni del in Grčija – južni del.

## Ime
Pelagonija je zgodovinsko ime za območje, ki se danes uporablja le še v slovstvu. Sestavljajo ga tri doline: Prilepsko polje in Bitolsko polje v Makedoniji ter Lerinsko polje (po mestu Florina) v Grčiji. Poleg teh treh glavnih območij v ločenem prostoru obstaja še nekaj manjših, kot je Lačno polje (Gladno pole) in Dobro polje. Ime Pelagonija izhaja od grške besede Πελαγος – »morje«. Nekateri menijo, da izhaja ime heretika Pelagija od pokrajine Pelagonije.

## Zgodovina
Grški zgodovinar, zemljepisec in filozof Strabon je imenoval Pelagonijo Tripolitis zaradi treh velikih mest v takratni Pelagoniji.

### Pelagonijska bitka
Pelagonija je bila leta 1259 priča usodne Pelagonijske bitke, kjer so se spopadle vojske Bizantinskega cesarstva in združene čete Latinskega cesarstva, ki so bile poražene.

### Pomembne osebnosti
Iz zgodovine sta znana dva Pelagonijca: eden je bil mitološki Pelagon, zavetnik območja ter sin rečnega boga reke Aksij (latinsko Axius, danes Vardar). On je bil oče Peonijca Astropeja, ki ga omenja Homer v Iliadi. Drugi je bil  Menelaj Pelagonijski († okrog 360 pr. n. št.); on je zbežal iz svojega kraljestva, ko ga je zasedel Filip Makedonski, in se zatekel v Atene, kjer je dobil zavetje in državljanstvo.

## Galerija slik
- Prilepsko polje – severni del Pelagonije
- Bitoljsko polje – srednji del Pelagonije
- Lerinsko polje – južni del Pelagonije z mestom Lerin (Grkigrško: Florina)